# St. Martinus Achtmaal
De fanfare St. Martinus Achtmaal is een fanfareorkest uit Achtmaal, nu een dorp in de gemeente Zundert in de provincie Noord-Brabant, dat opgericht werd op 11 november 1937.

## Geschiedenis
Twee van de initiatiefnemers voor de oprichting van de fanfare St. Martinus in Achtmaal waren Jan van Hassel en J. Pellis. In 1964 werd er binnen de vereniging een slagwerkgroep opgericht. Maar de muziekvereniging heeft naast de fanfare en de slagwerkgroep ook nog een leerlingenorkest, Majorette- en een blokfluitgroep. Het fanfareorkest telt rond 35 muzikanten en speelt onder leiding van de tegenwoordige dirigent Rolf Rombouts in de afdeling uitmuntendheid van de Westbrabantse en Zeeuwse Muziekbond binnen de Federatie van Katholieke Muziekbonden in Nederland (FKM). Het leerlingenorkest met rond 25 leden en de Majorettegroep met 20 leden is een belangrijke vrije tijdsbesteding voor de jeugd in het dorp Achtmaal.

## Dirigenten
- ???? - ???? Adrianus Joannes Maas
- ???? - 2004 Gerard Jordans
- 2005 - Rolf Rombouts